# Dones a la resistència francesa
Les dones de la resistència francesa van tenir un paper important en el context de l'ocupació de França pels alemanys durant la Segona Guerra Mundial.

## Història

### Efectius i càrrecs jeràrquics
Menys que els homes, les dones representaven entre el 10 i el 16% de les lluitadores de la resistència francesa, i al voltant del 15% de les deportades polítiques (Danielle Casanova, Lise London, Marie-Claude Vaillant-Couturier, Charlotte Delbo, Germaine Tillion, Touty Hiltermann, Geneviève de Gaulle-Anthonioz, Yvonne Pagniez, Denise Vernay, Anise Postel-Vinay, Jacqueline Pery d'Alincourt, Gilberte Brossolette, Élisabeth i Jeanne Goupille i Marie-Thérèse de Poix, Ginette Lion-Clément, Yvette Lundy, Fernande Servagnat, etc.
Segons l'historiador Rolande Trempé, el seu paper ha estat subestimat sistemàticament. Aquest nombre baix s'explica d'una banda per la condició de les dones abans de la Segona Guerra Mundial (les dones són tractades com a menors d'edat, no tenen dret a vot, i no poden treballar sense l'autorització del seu marit), i d'altra banda pel mode d'entrenament dels combatents de la resistència (semblant als maquis, on l'organització de la Resistència podia adoptar una forma militar, sovint excloent les dones). La historiadora Olivier Wieviorka assenyala així: «En resum, molts obstacles van quedar en el camí de l'entrada de la dona a la Resistència, cosa que ens obliga a considerar els percentatges presentats com relativament alts, atès el context que hi havia en aquell moment».

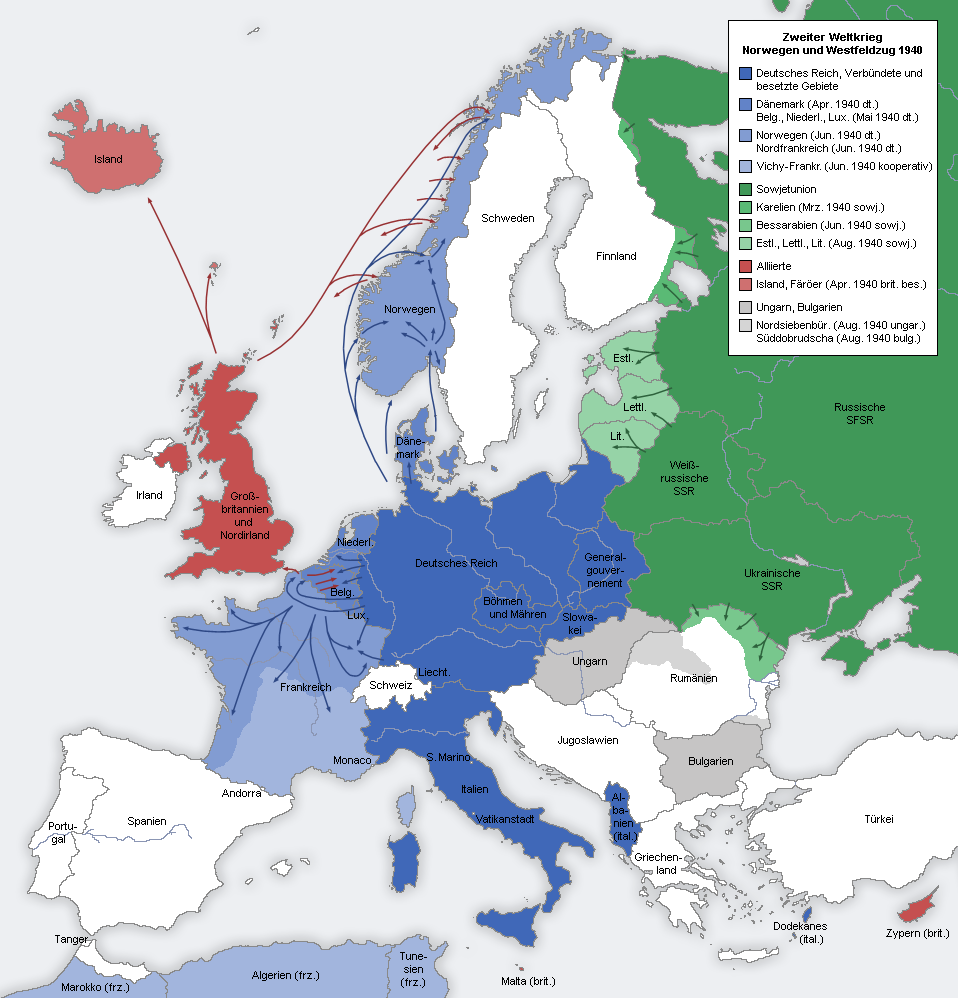
Mapa d'Europa a finals de 1940
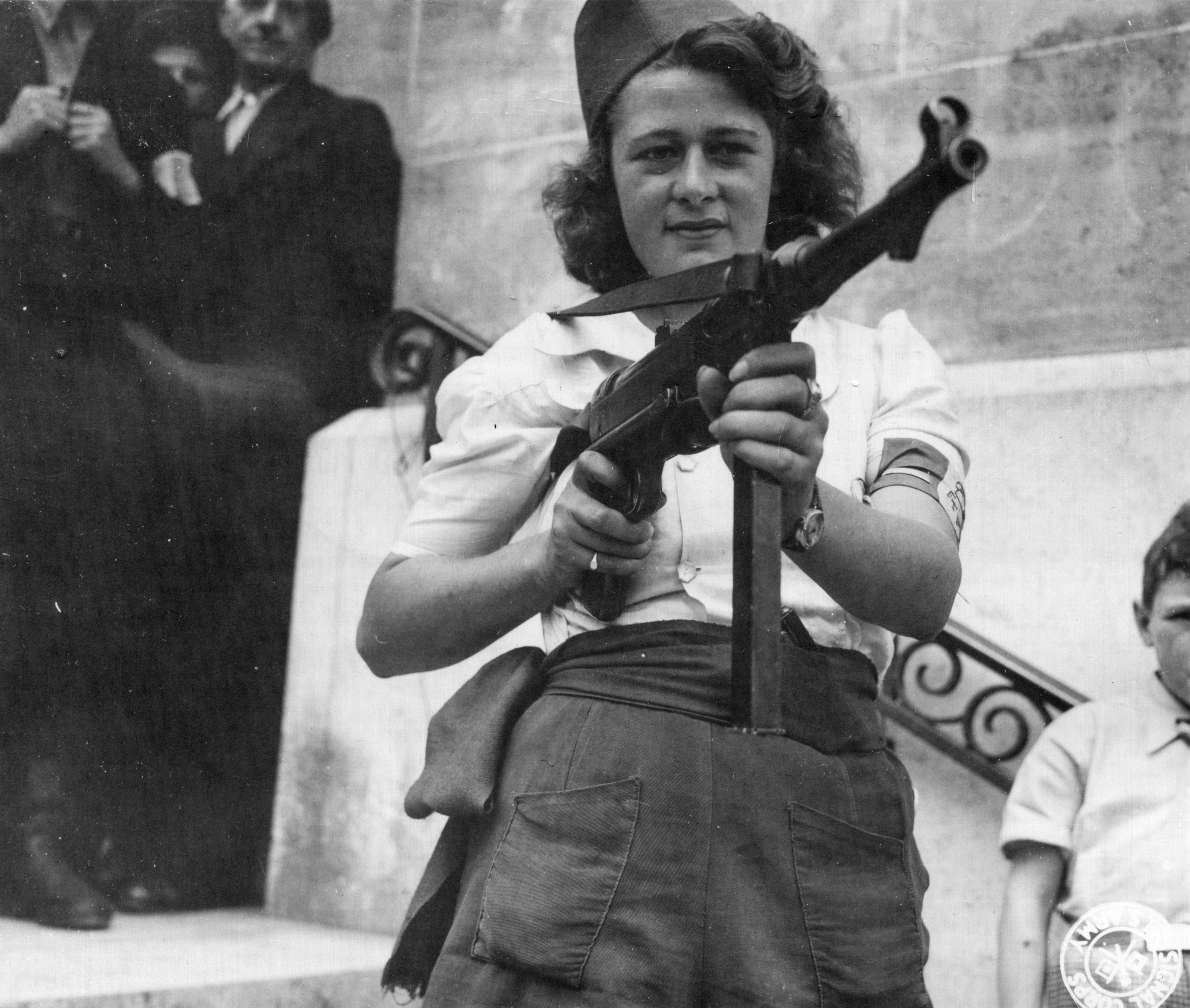
Simone Segouin
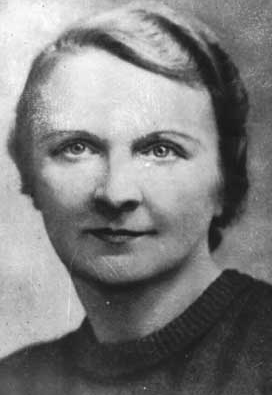
Berty Albrecht
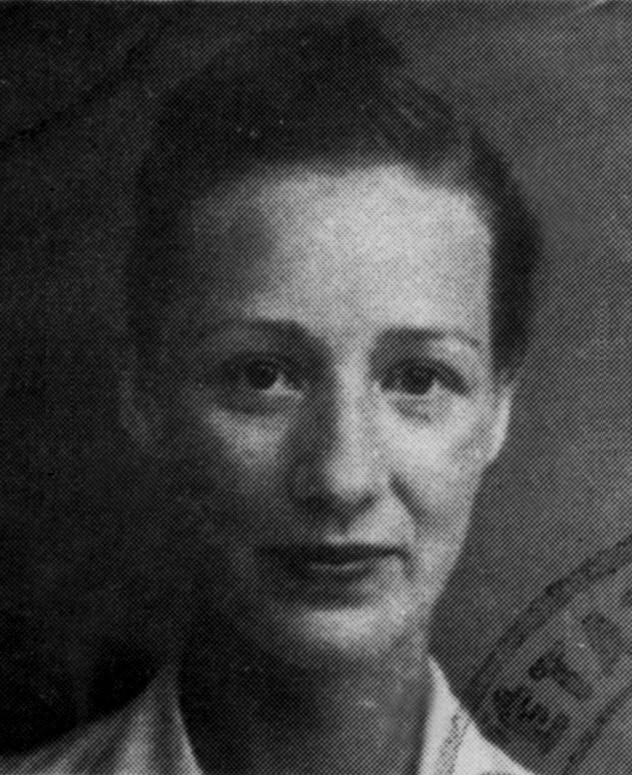
Marie-Madeleine Fourcade
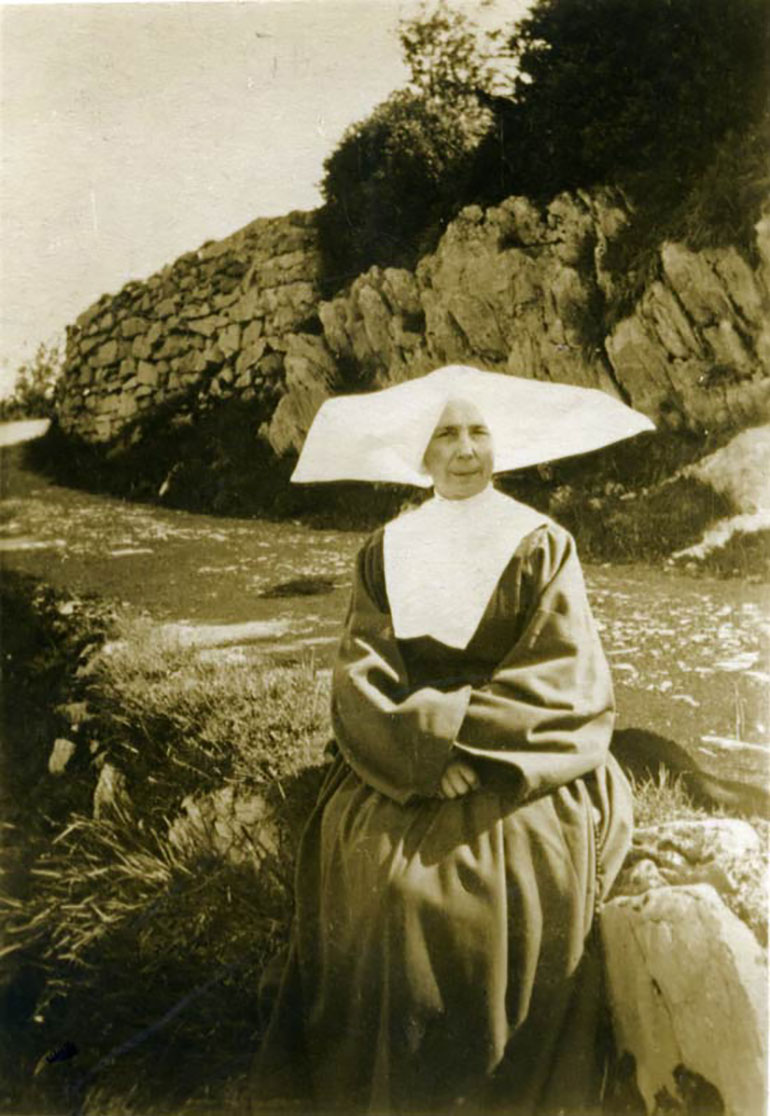
Germana Hélène Studler

Sovint es limiten als papers subordinats. Lucie Aubrac, resistent emblemàtica, cofundadora de Liberation-Sud, de fet mai va tenir un paper definit en la jerarquia del moviment. Hélène Viannay, amb més estudis que el seu marit Philippe Viannay (el fundador de Défense de la France, DF), no escriu mai un sol article per al diari clandestí del mateix nom, no més que els altres companys dels caps de DF, mentre hi assisteixen a totes les reunions editorials. Encara que les oficials (les funcionàries de la Direcció d'Operacions Especials, SOE) són entrenades i treballen com a operadores sense fils i secretàries en circuits dirigits per homes.

El 1940, els alemanys van dividir França en diverses parts: zona lliure, zona d'ocupació italiana, zona ocupada, i dos territoris classificats com a zones prohibides

- Les dones estaven ben representades a la Zona de Combat Nord,[Nota 1] un dels pilars del qual és l'escola de superintendents de fàbrica. Durant la reorganització d'aquest moviment, diverses dones van formar part del comitè de direcció: Jane Sivadon, Elizabeth Dussauze i Odile Kienlen.
- El Moviment d'Alliberament Nacional és cofundat per Berty Albrecht, alumna de l'escola de superintendents. Les empleades de l'oficina d'atur de Lió (de la qual Berty era directora) tenen un paper clau en el desenvolupament del moviment de resistència Combat a la zona sud (Zona lliure).
- Denise Cerneau va tenir un paper clau en la coordinació de les xarxes de la zona nord (Zona ocupada) i les zones prohibides.
- La germana Hélène Studler, filla de la Caritat de Metz, ciutat annexada al Tercer Reich, va configurar la seva «xarxa d'evasió». Milers de presoners i refractaris li deuen la seva «llibertat». Va organitzar la fugida de François Mitterrand i Boris Holban (fundador de la xarxa FTP-MOI) el març de 1942, i va ajudar el general Henri Giraud el 17 d'abril de 1942.
- Marie-Madeleine Fourcade, cap de la xarxa Aliança, supervisava els tres mil agents de la xarxa. Després de la guerra, va presidir l'associació d'ancians. És l'única dona que ha estat la líder d'una gran xarxa de la resistència.
- L'Organització Civil i Militar (OCM) té una secció femenina, presidida per Marie-Hélène Lefaucheux, que també era membre del Comitè d'Alliberament de París. Després de l'Alliberament va ser diputada, i després senadora.
- Suzanne Hiltermann-Souloumiac va tenir un paper decisiu en la fundació i el funcionament de la xarxa Dutch-Paris.
- Germaine Tillion es va convertir en una dels caps de xarxa d'evasió de Paul Hauet. Després de la guerra, va ser responsable de la liquidació administrativa de la nebulosa Hauet-Vildé, que després va nomenar Grup del Museu de l'Home.
- Marie-Odile Laroche, (nom de guerra de Pauline Gaillard, esposa de Henri Barré de Saint-Venant), cap de la xarxa Marie-Odile.[3]

### El paper de les dones en la resistència
Només una minoria molt petita de dones va participar en la lluita armada. Si bé les combatents de la Resistència són figures emblemàtiques i nombroses en els moviments partisans a Itàlia, Grècia, Iugoslàvia i l'URSS ocupades, són poques en nombre als maquis francesos, potser perquè no estaven sotmeses al servei laboral obligatori (STO) i no calia fugir-ne (tampoc tenien formació ni vocació militar). Elles no se senten ostatges dels ocupants. Les dones organitzen manifestacions de mestresses de casa el 1940, actuen en els comitès populars del PCF clandestí, són omnipresents en l'estímul i l'ajut material tant als manifestants (com en el Nord-Pas de Calais el maig de 1941), com als maquis refractaris (HR Kedward, A la recherche du maquis, 1999). Són fonamentals com a mecanògrafes, com a bústies, com a amfitriones i sobretot com a oficials d'enllaç, en part perquè els alemanys eren menys recelosos de les dones i els innombrables controls d'identitat dirigits contra els refractaris al STO no les afectaven. Olivier Wieviorka subratlla que l'estratègia dels moviments sovint era ficar al davant a les dones perquè estaven menys exposades a la repressió; el govern de Vichy i els alemanys no podien disparar a les mestresses de casa que exigeixen menjar per als seus fills. Algunes dones agafaven les armes, com Germaine Lemaire, que va abatre un suboficial alemany el 17 de juny de 1940, dia en què Philippe Pétain va anunciar aturar la lluita i la seva intenció de sol·licitar l'armistici.
Així, algunes assoleixen escapar de la vigilància dels alemanys, com la germana Jeanne Cherer a Lusignan, però quan son capturades són interrogades per la Gestapo amb la mateixa brutalitat que ho fan amb els homes, i són enviades de la mateixa manera als camps de concentració.
També podem subratllar el paper singular d'Anna Marly, tot i que no sigui estrictament d'una resistent de l'interior. Ella va compondre (quan treballava a una cantina al Quarter General de les Forces Franceses Lliures de Londres), la música i el text en rus del Chant des partisans (Cant dels partisans) el 1941, i la música de La Complainte du partisan (Lament del partisà) el 1943. Àmpliament emesa per la BBC a partir del 30 de maig 1943, el Cant dels partisans, i sobretot la seva versió xiulada, es van convertir en l'himne de la Resistència i el seu signe de manifestació.

### Resistència i vida privada
També s'ha d'esmentar que innombrables lluitadores a l'ombra van viure tota la guerra amb la seva parella, i que la seva resistència seria impossible i insuportable sense la presència del seu company al seu costat: Cécile i Henri Rol-Tanguy, Lucie i Raymond Aubrac, Gilberte i Pierre Brossolette, Paulette i Maurice Kriegel-Valrimont, Berty Albrecht i Henri Frenay, Reine Joly i Robert Guédon, Hélène i Philippe Viannay, Marie-Hélène i Pierre Lefaucheux, Cletta i Daniel Mayer, Antoinette i David Feuerwerker, Annie i Pierre Hervé, etc. formaven parelles inseparables. Altres relacions es trencaven per la guerra, i altres parelles es van formar després de l'Alliberament: Henri Frenay i Chilina Ciosi, Henri Ingrand i Elizabeth Dussauze, etc.
Moltes combatents de la resistència es casaven i tenina fills en plen clandestinitat, sense interrompre la lluita. Algunes van salvar la vida del seu marit (Lucie Aubrac, Marie-Hélène Lefaucheux, Annie Hervé). Altres faran política després de la guerra, com Gilberte Brossolette que va ser elegida senadora socialista i la primera dona vicepresidenta del Senat. Altres comparteixen amb la serva parella el destí fins a la tortura, la deportació i la mort. El comboi del 24 de gener de 1943 va portar presos polítics i ostatges (no-jueus i predominantment comunistes fitxats abans de la guerra) a Auschwitz, incloent moltes vídues d'afusellats, com Maï Politzer (esposa de Georges Politzer), o Hélène Solomon-Langevin (filla de Paul Langevin i esposa del físic Jacques Solomon).

### Repressió
Les combatents de la resistència i les dones polítiques van ser objecte de mesures d'internament (a França) i de deportació (a Alemanya o Polònia), a presons o a camps de concentració.
Les presons franceses i alemanyes (Colònia, Saarbrücken, Zweibrücken, Neuenkirchen, Sankt Wendel, etc.) rebien diverses combatents de la resistència i dones polítiques detingudes preventivament (Schutzhaft). A Alemanya, les deportades amb estatus de Nacht und Nebel (NN, Decret de nit i boira) es mantenien incomunicades, sense correu ni visites, i les peticions familiars i investigacions de la Creu Roja eren en va. Les detingudes amb suficients proves en contra són jutjades per tribunals d'excepció (Sondergerichte o Volksgerichtshof). Les condemnades a mort són guilotinades. Les condemnades a mort però amb l'execució suspesa i les condemnades a treballs forçats són tancades a presons per a dones (Frauenzuchthaus), com la de Lübeck, Jawor, Anrath, Aichach o Cottbus, en companyia de preses comunes alemanyes.

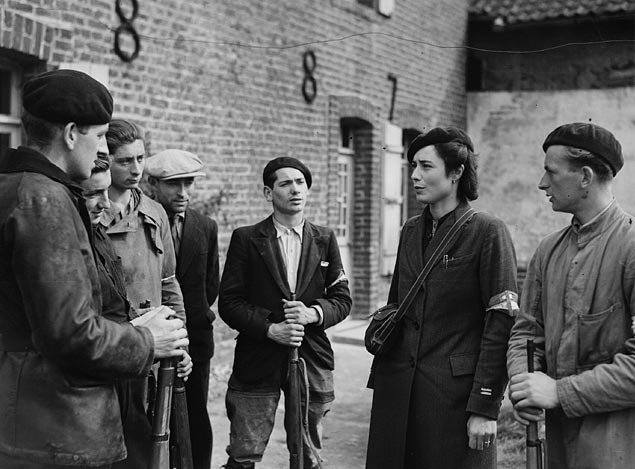
Membres de la resistència
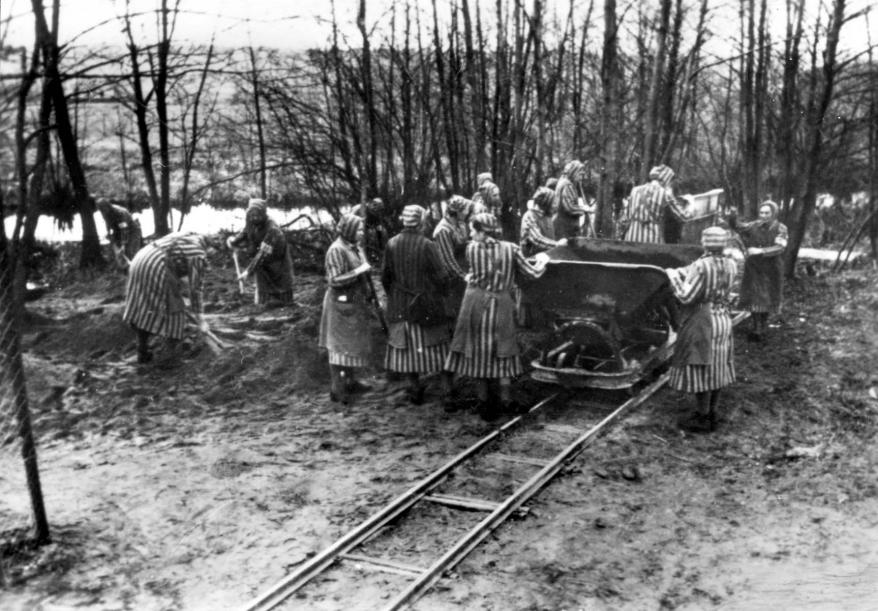
Presoneres del camp de concentració de Ravensbrück

Quan el règim de NN va caure en desús, les condemnades i les acusades van ser internades als camps de concentració on s'unien amb les camarades que havien complert la seva pena de presó. En concret, Ravensbrück tenia una mà d'obra constant d'unes 5.000 dones franceses, de les quals, segons Germaine Tillion, un terç eren lluitadores de la resistència. Altres es traslladen a camps annexos, a komandos de fàbriques, a camps de treball, on continuen amb les mateixes condicions. Van ser enviats tres trens amb deportades directament des de Compiègne a Ravensbrück. A més, quan la Sipo-SD va buidar les presons franceses, a mitjan 1944, les internes (polítiques, resistents, ostatges, dret comú) van ser deportades als camps de concentració.

## Memòria
A partir de l'alliberament de Ravensbrück, Germaine Tillion emprèn, «en calent», un treball d'historiadora que ha continuat metòdicament durant diversos anys, amb l'ajuda de diversos companys de la resistència i deportació..
Les supervivents dels campaments testimonien en els processos contra criminals de guerra, com Marie-Claude Vaillant-Couturier en els judicis de Nuremberg.

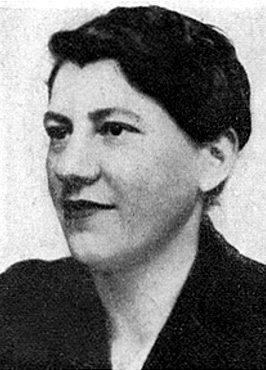
Hélène Solomon-Langevin el 1945. Greument afectada físicament quan va sortir del camp de concentració, gairebé no podia reprendre la seva vida normal
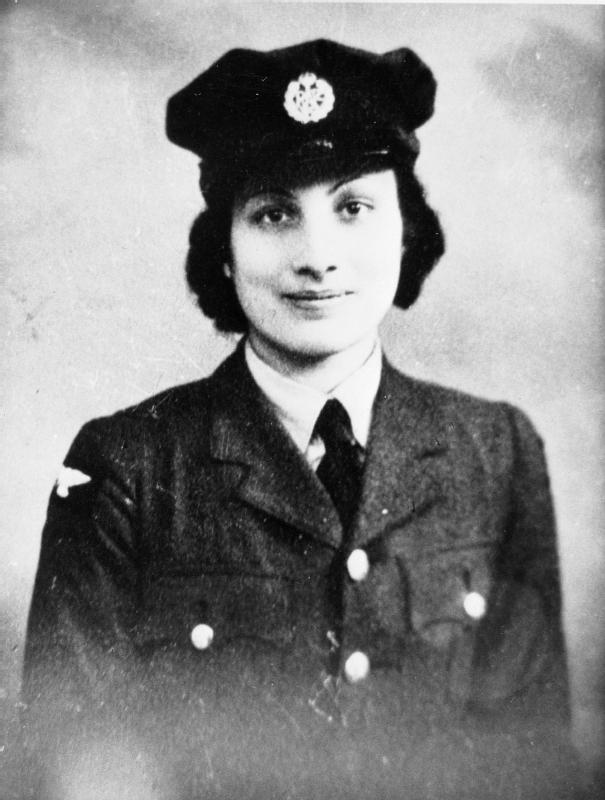
Fotografia d'identificació de Claude Rodier, una sargent major del Mouvements Unis de la Résistance (MUR) de 1940 a 1944; va morir al camp de concentració de Ravensbrück.
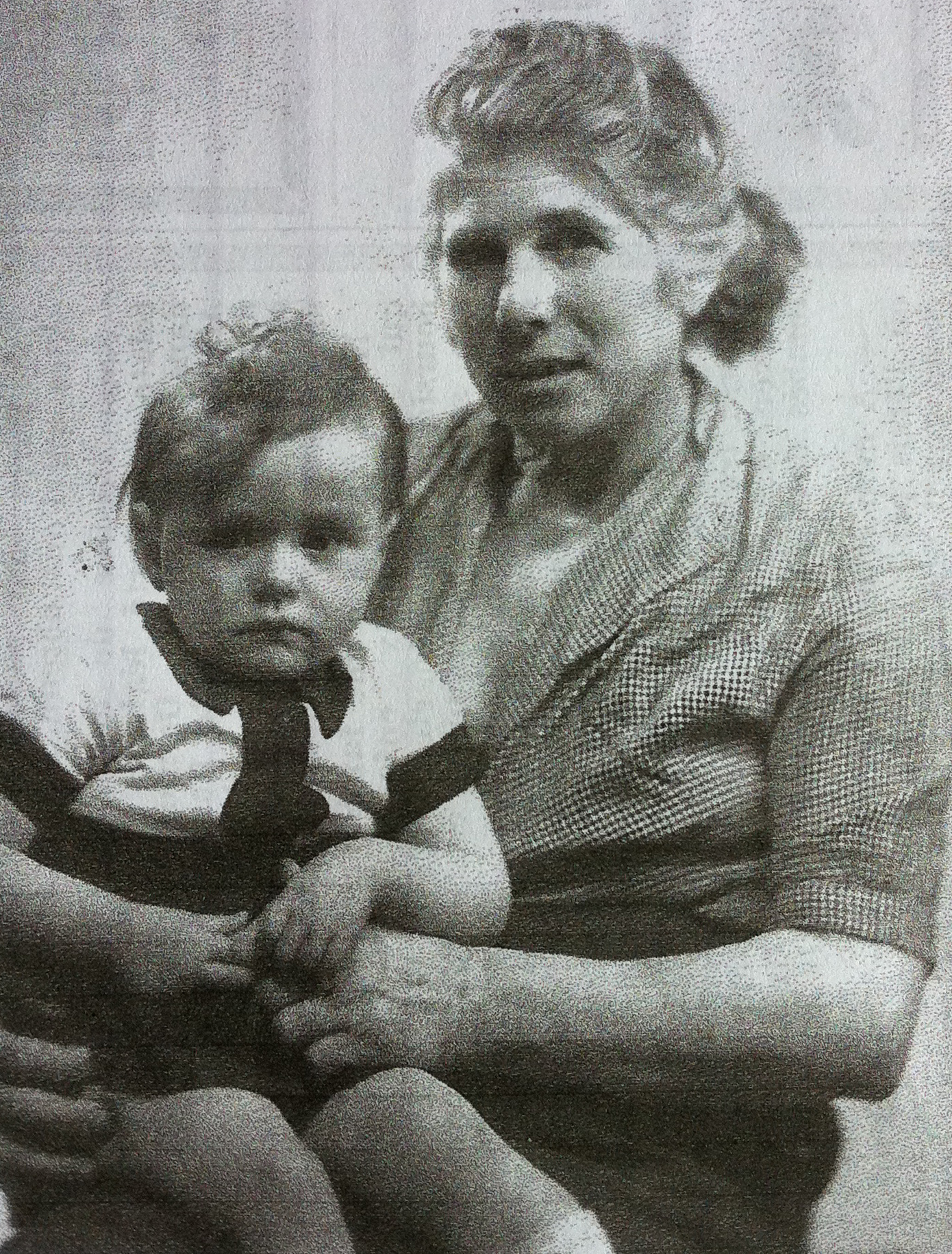
Delphine Aigle, membre de la Resistència francesa a Romilly-sur-Seine, honorada amb una placa a la seva llar després del final de la guerra.
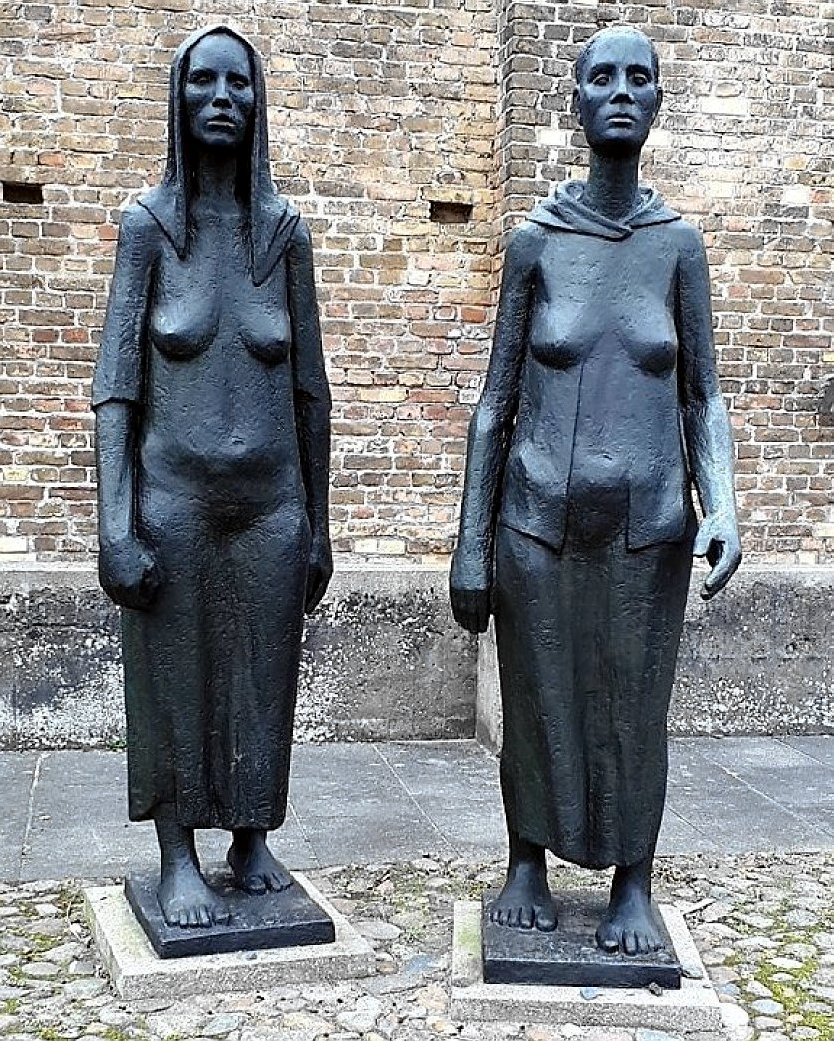
Monument Zwei Stehende (Dues mares dempeus) a Ravensbrück

La llegenda daurada de la resistència està il·lustrada pels relats èpics de Lucie Aubrac i Marie-Madeleine Fourcade, que es van convertir en grans èxits en llibreries, com les memòries de Brigitte Friang. Lucie Aubrac, Élisabeth Goupille, entre d'altres, recorrien les escoles per explicar l'ocupació als joves.
Danielle Darrieux i Nathalie Baye van prestar el seu talent a Marie-Octobre. Carole Bouquet interpreta el paper de Lucie a la pel·lícula de Claude Berri. Simone Signoret interpreta el paper d'una lluitadora de la resistència a L'exèrcit de les ombres (1969), que Melville es va inspirar en la novel·la de Joseph Kessel escrita el 1943. Sophie Marceau, Julie Depardieu i Marie Gillain van il·lustrar Les dónes de l'ombra (2008). Miou-Miou va interpretar el personatge d'un activista comunista a Blanche et Marie (1985), Irina Demick interpreta la Sten a El dia més llarg (1962), etc.

## Homenatges
El Consell Nacional de la Resistència (CNR) deixa de mencionar el vot de les dones en el seu programa de renovació del març de 1944. Tot i això, per l'elecció del general de Gaulle i la seva implicació en la Resistència, obren la seva veu al dret a vot i a l'elegibilitat de les dones a França, a partir de 1944 (per ordenança del 21 d'abril de 1944).
S'han creat segells de correus amb la imatge de la mare Marie Élisabeth de l'Eucharistie, Simone Michel-Levy, Yvonne Le Roux, Danielle Casanova, Renée Lévy, Berty Albrecht, Geneviève de Gaulle-Anthonioz, Rose Valland i Lucie Aubrac.
Lucienne Guézennec (Marie-Antoinette Morat) és una dels sis personatges dels Voluntaris de la nit d'Henri Frenay.
Després de la guerra, molts activistes van rebre la creu del combatent voluntari de la Resistència o la medalla de la Resistència, però també distincions (medalla militar, creu de guerra, legió d'honor) generalment concedides als homes. Tot i això, només sis dones (sobre 1038 titulars) són Companyes de l'Alliberament: Berty Albrecht, Laure Diebold, Marie Hackin, Simone Michel-Levy, Émilienne Moreau-Évrard i Marcelle Henry.
Es van homenatgear personalitats com Marie-Madeleine Fourcade, Germaine Tillion, Geneviève de Gaulle-Anthonioz, Marie-Claude Vaillant-Couturier, Lucie Aubrac i algunes altres durant la seva vida.

## Monuments
Amb motiu d'un programa France Culture dedicat a les dones en resistència, la historiadora Annette Wieviorka assenyala que existeixen pocs monuments que honren l'acció d'aquestes dones.
La ciutat de Riam honora a dos de les seus ciutadanes, Marinette Menut (tinent farmacèutica dels MUR d'Alvèrnia) i Claude Rodier-Virlogeux (sergent cap dels MUR d'Alvèrnia), amb una estela específica.
El Monument de Valençay (Indre) porta el nom de 13 agents femenines del SOE (secció F) que van morir a mans de l'enemic.
El Memorial de Ramatuelle porta el nom de 26 agents dels serveis especials franceses que van morir a les mans de l'enemic.
S'han col·locat moltes plaques commemoratives. Molts carrers, places, escoles, dispensaris porten el nom de lluitadores de la resistència, com ara Anne Noury. Les làpides de resistència sovint esmenten la qualitat o servei, i les distincions.
Elegides per sorteig, Renée Lévy (xarxa Hector) i Berty Albrecht (Combat) són enterrades al Memorial de la França combatent de Mont-Valérien.
El 3 de desembre de 2013, el príncep Carles de Gal·les va inaugurar a Tempsford (a prop de Cambridge), al lloc de l'aeroport des d'on sortien cap a França o el nord d'Àfrica, un monument als espies enviats des d'Anglaterra (després treballa pel SOE). Van sortir un total de 75 dones (entre les quals hi havia Violette Szabo, Noor Inayat Khan i Eileen Nearne), 22 de les quals van morir durant la missió. Si en aquell moment la Convenció de Ginebra prohibia les dones lluitar, sovint tenien un paper decisiu en la Resistència, especialment com a missatgeres o operadores de ràdio. Charles de Gaulle, que per la seva banda va voler demostrar que la resistència no estava organitzada des de l'estranger, va desaprovar el SOE, fet que explica encara més la seva poca notorietat a França. A la inauguració del monument, França només estava representada per un empleat de l'ambaixada de França al Regne Unit.

## L'ADIR
L'Associació nacional de les antigues deportades i internades de la Resistència (ADIR) va intentar després de la guerra federar les dones resistents i les presoneres polítiques que van sobreviure a les presons i als camps.

## Dones destacades de la resistència francesa
- Adélaïde Hautval
- Adrienne Ranc-Sakakini
- Agnès de La Barre de Nanteuil
- Agnès Humbert
- Alice Ferrières
- Alice Soulange-Bodin
- Aline Lapicque
- Amélie Trayaud
- Andrée Borrel
- Andrée De Jongh
- Andrée Dumon
- Andrée Geulen
- Andrée Peel
- Andrée Salomon
- Andrée Viénot
- Andrée Viollis
- Anise Postel-Vinay
- Anna Garcin-Mayade
- Anne Beaumanoir
- Anne-Marie Bauer
- Anne-Marie Boumier
- Anne-Marie Mingat
- Anne-Marie Orveillon
- Annette Chalut
- Antoinette Binoche
- Antoinette Desonnay-Raskin
- Antoinette Feuerwerker
- Antoinette Sasse
- Arlette Humbert-Laroche
- Augustine Le May
- Bella Pochez
- Berty Albrecht
- Brigitte Friang
- Catherine Dior
- Catherine Varlin
- Cécile Cerf
- Cécile Reims
- Cécile Rol-Tanguy
- Célia Bertin
- Charlotte Delbo
- Claire Chevrillon
- Claire Duysburgh
- Claire Richet
- Claire Saunier
- Clara Malraux
- Claude Cahun
- Colette Brull-Ulmann
- Danielle Casanova
- Danielle Mitterrand
- Daria Diatchenko
- Delphine Aigle
- Denise Bloch
- Denise Cerneau
- Denise Ginollin
- Denise Lauvergnat
- Denise Mantoux
- Denise Vernay
- Denyse Clairouin
- Dominique Darbois
- Dominique Desanti
- Dora Rivière
- Édith Pulver
- Édith Thomas
- Edmée Jourda
- Edmonde Charles-Roux
- Edmone Robert
- Élisabeth Quintenelle
- Élise Rivet
- Elizabeth Dussauze
- Elvire De Greef
- Émilie Tillion
- Émilienne Galicier
- Émilienne Moreau-Évrard
- Eugénie Djendi
- Eugénie Duvernois
- Eugénie Mettenet
- Eva Thomé
- Ève Curie
- Éveline Garnier
- Évelyne Sullerot
- Félicie Perelman
- Françoise Élie
- Françoise Rosay
- Françoise Seligmann
- Gabrielle Ferrières
- Geneviève de Gaulle-Anthonioz
- Georgette Clerc
- Georgette Hammel
- Germaine Degrond
- Germaine François
- Germaine Guérin Dirique
- Germaine Masour
- Germaine Poinso-Chapuis
- Germaine Ribière
- Germaine Sablon
- Germaine Tambour
- Germaine Tillion
- Gilberte Bonneau du Martray
- Gilberte Brossolette
- Gilberte Lavaire
- Ginette Hamelin
- Gisèle Gonse-Boas
- Gisèle Guillemot
- Hélène Berthaud
- Hélène Burger
- Hélène Cogoluègnes
- Hélène Deschamps Adams
- Hélène Edeline
- Hélène Fournier
- Helene Gotthold
- Hélène Nebout
- Hélène Solomon-Langevin
- Hélène Studler
- Hélène Vautrin
- Hélène Viannay
- Helga Stene
- Henriette Bidouze
- Henriette Bie Lorentzen
- Irène Chiot
- Irène Gut Opdyke
- Isabelle Crémer
- Jacqueline Bévérina-Héreil
- Jacqueline de Chambrun
- Jacqueline Fleury
- Jeanne Atger
- Jeanne Bohec
- Jeanne Boitel
- Jeanne Brousse
- Jeanne Bucher
- Jeanne Daman
- Jeanne L'Herminier
- Jeanne Louault
- Jeanne Nabineau
- Jeannette Guyot
- Jeannie de Clarens
- Jeannine Manuel
- Josane Duranteau
- Joséphine Baker
- Joséphine Getting
- Josette Dumeix
- Julia Pirotte
- Juliana Gromova
- Juliette Stern
- Juliette Usach
- Laure Diebold
- Laure Moulin
- Laurette Demaret
- Lise de Baissac
- Lise Lesèvre
- Louise Boitard
- Louise Macault
- Louise Thuliez
- Lucie Aubrac
- Lucie Chevalley
- Lucie Coutaz
- Lucie Guérin
- Lucienne Clément de l'Épine
- Lucienne Simier
- Lucienne Soubbotnik
- Madeleine Braun
- Madeleine Cestari
- Madeleine Damerment
- Madeleine Dissoubray
- Madeleine Dreyfus
- Madeleine Lévy
- Madeleine Martinache
- Madeleine Marzin
- Madeleine Michelis
- Madeleine Passot
- Madeleine Pauliac
- Madeleine Riffaud
- Madeleine Sorel
- Madeleine Tambour
- Madeleine Truel
- Madeleine Vincent
- Maisie Renault
- Manon Cormier
- Marceline Loridan-Ivens
- Marcelle Baverez
- Marcelle Devaud
- Marcelle Devilliers
- Marcelle Henry
- Marcelle Loeb
- Marcelle Pardé
- Margot Duhalde
- Margot Durrmeyer
- Marguerite Bervoets
- Marguerite Eberentz
- Marguerite Fontaine
- Marguerite Gonon
- Marguerite Moret
- Maria Terwiel
- Maria-Dolorès de Malherbe
- Marianne Cohn
- Marie Alizon
- Marie Arnol
- Marie Bartette
- Marie Bouffa
- Marie Couette
- Marie de Miribel
- Marie Hackin
- Marie Médard
- Marie Politzer
- Marie Reynoard
- Marie Talet
- Marie-Agnès de Gaulle
- Marie-Claire Scamaroni
- Marie-Claude Vaillant-Couturier
- Marie-Hélène Lefaucheux
- Marie-José Chombart de Lauwe
- Marie-Louise Charpentier
- Marie-Louise Cloarec
- Marie-Louise Dissard
- Marie-Louise Hénin
- Marie-Madeleine Dienesch
- Marie-Madeleine Fourcade
- Marie-Thérèse Auffray
- Marie-Thérèse de Poix
- Marietta Martin
- Marinette Menut
- Martha Desrumaux
- Marthe Delpirou
- Mathilde Carré
- Mathilde Méty
- Michèle Agniel
- Micheline Dumon
- Micheline Maurel
- Mireille Chrisostome
- Mireille Lauze
- Mireille Miailhe
- Mireille Philip
- Mona Louise Parsons
- Monique Livry-Level
- Mounette Dutilleul
- Nadejda Troïan
- Neus Català i Pallejà
- Odette Bergoffen
- Odette Capion-Branger
- Odette Kerbaul
- Odette Pilpoul
- Odette Rosenstock
- Odette Sansom
- Odile de Vasselot de Régné
- Paule Bernard
- Paulette Duhalde
- Paulette Sauboua
- Pierrette Louin
- Pierrette Marcelle Poirier
- Rachel Cheigam-Grunstein
- Raymonde Guyon-Belot
- Raymonde Tillon
- Régine Gattegno
- Régine Karlin
- Renée Abel
- Renée Jacqmotte
- Renée Lévy
- Renée Pariselle
- Rolande Birgy
- Rolande Trempé
- Rose Guérin
- Rose Valland
- Rosemonde Pujol
- Simone Chalon
- Simone Demangel
- Simone Jacques-Yahiel
- Simone Le Port
- Simone Lurçat
- Simone Michel-Lévy
- Simone Rollin
- Simone Saint-Clair
- Sonia de Borodesky
- Sotiría Béllou
- Suzanne Babut
- Suzanne Belperron
- Suzanne Buisson
- Suzanne Citron
- Suzanne Grégoire
- Suzanne Malherbe
- Suzanne Olivier
- Sylvette Leleu
- Thérèse Adloff
- Thérèse Baton
- Thérèse Bertrand-Fontaine
- Thérèse Matter
- Thérèse Menot
- Thérèse Nichterwitz
- Thérèse Papillon
- Thérèse Pierre
- Valérie André
- Violette Lecoq
- Violette Maurice
- Vivette Samuel
- Yvette Farnoux
- Yvette Feuillet
- Yvette Lévy
- Yvette Lundy
- Yvonne Abbas
- Yvonne Baseden
- Yvonne Hagnauer
- Yvonne Le Roux
- Yvonne Le Tac
- Yvonne Pagniez
- Yvonne Picard
- Yvonne-Aimée de Malestroit

### Història
- Laurent Douzou: La désobéissance. Histoire du Mouvement Libération-Sud, Paris 1995, Editions Odile Jacob, ISBN 2-7381-0293-X.
- Michel Slitinsky et Louis Genevois, Les Femmes dans la Résistance. Publication Collective.
- Claire Andrieu, Les résistantes, perspectives de recherche, dans Antoine Prost (dir.), La Résistance, une histoire sociale, Paris, Les Éditions de l'atelier, coll. Mouvement social, 1997.
- Margaret Collin Weitz, Sisters in the Resistance : How Women Fought to Free France, 1940-1945 (en français : Les combattantes de l'ombre. Histoire des femmes dans la Résistance, prefaci de Lucie Aubrac
- Marie-Louise Coudert, Elles la résistance, Paris, Messidor, 1983.
- Charlotte Delbo, Le convoi du 24 janvier, Éditions de Minuit, 1965
- Hélène Eck, Les Françaises sous Vichy, en Georges Duby i Michelle Perrot, Histoire des femmes, t. 5, Le s. XX (sous la direction de Françoise Thébaud), Plon, 1992, p. 185-211.
- Ania Francos, Il était des femmes dans la Résistance, Paris, Stock, 1978.
- Mechtild Gilzmer, Christine Levisse-Touzé et Stefan Martens [dir.], Les femmes dans la Résistance en France, Paris, Tallandier, 2003
- Christiane Goldenstedt: Les femmes dans la Résistance, en : Annette Kuhn, Valentine Rothe (Hrsg.), Frauen in Geschichte und Gesellschaft, Band 43, Herbolzheim 2006, ISBN 3-8255-0649-5.
- Christiane Goldenstedt: Motivations et acticités des Résistantes. Comparaison France du Nord-France du Sud, in: Robert Vandenbussche (éditeur), Femmes et résistance en Belgique et en zone interdite (1940-1944), Institut de recherches historiques du Septentrion, Université Charles-de-Gaulle-Lille 3, Colloque organisé à Bondues, 2006, p. 199-217. ISBN 9782905637536.
- Catherine Lacour-Astol, Le Genre de la Résistance. La Résistance féminine dans le Nord de la France, Paris, Presses de la FNSP, 2015
- Sylvie Lalario, Retour en France et réadaptation des femmes juives déportées, Mémoire de maîtrise d'histoire, Université Paris 7-Denis Diderot, 1993.
- Evelyne Morin-Rotureau (dir.): 1939-1945: combats de femmes. Françaises et Allemandes, les oubliées de la guerre, Paris 2001, Collection Mémoires, ISBN 9782746701434.
- Antoine Porcu. « Héroïques », Femmes résistantes Tome I et II. Préface Pierre. Outteryck. Éditions Geai Bleu, Lille, 2007. Environ 250 portraits monographiques et des analyses par régions.
- Paula Schwartz, Résistance et différence des sexes, in Clio, Histoire, Femmes et Sociétés, sous direction de Fr. Thébaud 1, 1995.
- Francoise Thébaud (dir.): Résistances et Libérations (France 1940-1945), CLIO, Histoire Femmes et Sociétés, no.1, 1995, Presses universitaires du Mirail, 1995, Université de Toulouse-Le Mirail.
- Laurence Thibault (dir.): Les femmes et la Résistance, Paris 2006, La documentation française, ISBN 2-11-006092-1.
- Robert Vandenbussche (edirtor): Femmes et résistance en Belgique et en zone interdite (1940-1944), Institut de recherches historiques du Septentrion, Université Charles-de-Gaulle-Lille 3, Colloque organisé à Bondues, 2006, ISBN 9782905637536.
- Catherine Varlin, Une ville engloutie : la résistance des femmes juives, en RHICOJ, Les Juifs dans la Résistance et la Libération, Paris, éd. du Scribe, 1985.
- Anne Sebba, Les Parisiennes. Leur vie, leurs amours, leurs combats 1939-1949, La Librairie Vuibert.

### Testimonis i monogràfics
- Marie-Madeleine Fourcade, L'Arche de Noé, 1968, Fayard.
- Mireille Albrecht: Berty. La grande figure féminine de la Résistance, Paris 1986, ISBN 9782221044087.
- Laurent Douzou: Lucie Aubrac, Paris 2009, Perrin, ISBN 978-2-262-02746-9.
- Clarisse Feletin: Hélène Viannay. L'instinct de résistance de l'Occupation à l'école des Glénans, Paris 2006, Editions Pascal, ISBN 2-35019-000-5.
- Geneviève de Gaulle Anthonioz: La traversée de la nuit, Paris 1998, Editions du Seuil, ISBN 2-02-036374-7.
- Marie-Jo Chombart de Lauwe: Toute une vie de résistance, Paris 1998, Editions Graphein FNDIRP, ISBN 2-910764-13-3.
- Anne-Marie Boumier, Notre guerre, 1939-1945, manuscrit, Musée de la Résistance et de la Déportation de Besançon.
- Germaine Tillion, Ravensbrück, Le Seuil, 1946 ; reed. augm. 1972 i 1988.
- Mme Pearl Cornioley, amb Hervé Larroque, Pauline, L'histoire vraie de Pearl Witherington, agent du SOE, parachutée en France en 1943.
- Christiane Audibert-Boulloche, Françoise de Boissieu, Françoise Dupont et al. [Femmes dans la guerre], Paris, le Félin, 2004, ISBN 2-86645-558-4.
- Yvette Bernard-Fernoux, « À la suite de Berthie Albrecht au Service social des MUR », in RHICOJ, op. cit., p. 104-108.
- Dina Krischer, Combattante à Carmagnole, en RHICOJ, op. cit., p. 98-100.
- Jeanne Bohec, La plastiqueuse à bicyclette, Mercure de France, 1975.
- Yvonne Pagniez, « Evasion 44 », 1949, Grand prix du roman de l'Académie française.
- Monika Siedentopf, Parachutées en terre ennemie, Perrin, 2008. Ce livre évoque le parcours de plusieurs femmes du Special Operations Executive envoyées en France occupée : Francine Agazarian, Julienne Aisner, Lise de Baissac, Yolande Beekman, Denise Bloch, Andrée Borrel, Sonya Butt, Blanche Charlet, Yvonne Cormeau, Madeleine Damerment, Virginia Hall, Mary Herbert, Noor Inayat Khan, Cecily Lefort, Vera Leigh, Patricia Maureen O'Sullivan, Jacqueline Nearne, Sonia Olschanezky, Éliane Plewman, Lilian Rolfe, Diana Rowden, Yvonne Rudellat, Odette Sansom, Krystyna Skarbek, Violette Szabo, Nancy Wake, Anne-Marie Walters, Pearl Witherington.
- Rita Thalmann: Tout commenca à Nuremberg, Paris 2004, Berg International éditeurs, ISBN 2-911289-64-1.
- Charles Walker, « Marianne » Zeiler-Walker, une déportée féministe dans les commandos de Schirmeck-Struthof, Riedisheim.
- Annick Studler, Sœur Hélène Studler Notre-Dame des prisonniers, imprimerie Desalles, St Brieuc, 2009.
- Boris Holban, Hélène Studler, la passeuse de liberté. Gérard Klopp (éditeur).
- À la mémoire des Sévriennes mortes pour la France. 1939-1945. 8 portraits hors-texte de Camille Charvet (nascuda Kahn) ; Marie Talet ; Marcelle Pardé ; Marie Reynoard ; Claude Rodier esposa de Pierre Virlogeux; Marguerite Flavien (nascuda Buffard) ; Madeleine Michelis ; Andrée Dana, Paris, Imp. Guillemot, Paris, 1946.
- Pouliquen Sylvie, Femmes de l'ombre en Touraine, Monts, PBCO, 2015.